# Estación de Campillo-Sevilleja

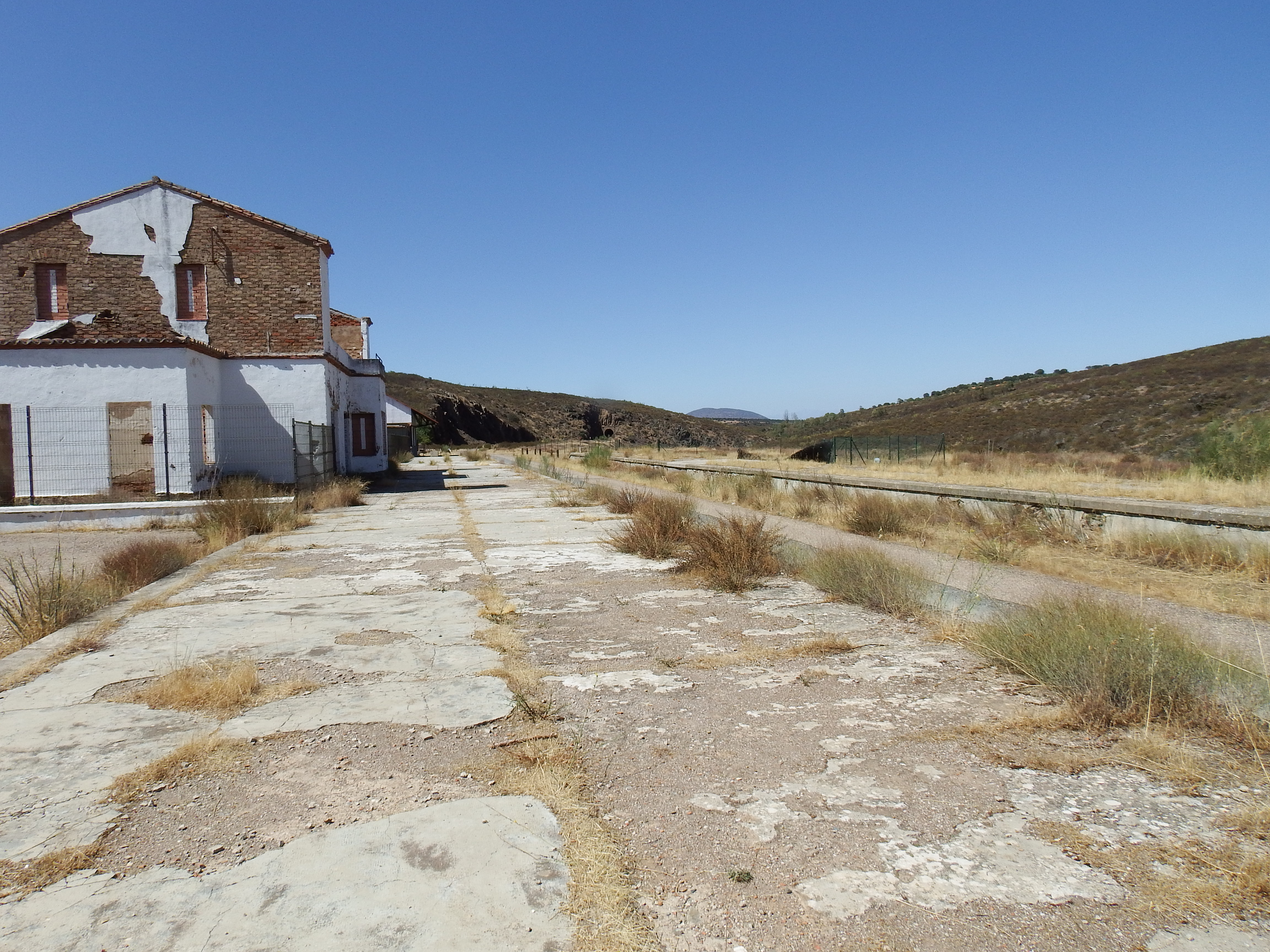
Vista de la estación (2019).

Campillo-Sevilleja fue una estación de ferrocarril situada en el municipio español de El Campillo de la Jara, en la provincia de Toledo. Fue levantada como parte de la línea Talavera de la Reina-Villanueva de la Serena, si bien nunca llegó a entrar en servicio. La construcción del trazado, que había sufrido numerosos retrasos, fue abandonada en la década de 1960. En la actualidad el antiguo recinto de la estación forma parte de la vía verde de la Jara.